# Хохлатка малкская
Хохла́тка ма́лкская (лат. Corýdalis malkénsis) — вид двудольных цветковых растений, включённый в род Хохлатка (Corydalis) семейства Маковые (Papaveraceae).

## Ботаническое описание
Многолетнее травянистое растение, весенний эфемероид. Клубень шаровидный. Стебель достигает 5—15 см в высоту, в основании с плёнчатым чешуевидным стеблеобъемлющим листом. Листья светло-зелёные, дважды тройчатые, листочки рассечены на тупые обратнояйцевидные надрезанные доли.
Цветки собраны в кисть на конце стебля по 10 и более, чисто-белые, в бутонах зеленоватые.
Плод — коробочка продолговато-ланцетной формы со множеством семян.

## Значение
Весьма декоративное растение, выносит понижения температуры до −15 °C. Теневыносливое растение, предпочитает хорошо дренированную почву. Семена прорастают достаточно неохотно, быстро теряют всхожесть.
В садоводстве известна под названием Corydalis caucasica.
В 1993 году удостоена премии Award of Garden Merit Королевского садоводческого общества.

## Ареал
Эндемик Северного Кавказа. Произрастает в предгорных лесах в окрестностях Пятигорска, Кисловодска (Ставропольский край), Унала, Лескена (Северная Осетия).

## Систематика и таксономия
Хохлатка малкская часто ошибочно принималась за белоцветковые формы хохлатки кавказской, хохлатки Кузнецова и хохлатки Алексеенко. Описана как отдельный вид только в 1976 году Анатолием Ивановичем Галушко.
Видовой эпитет происходит от реки Малки, притока Терека, по которой вид распространён.
Синонимы:
- Corydalis caucasica var. alba sensu auct.